# Łukasz Ojdana

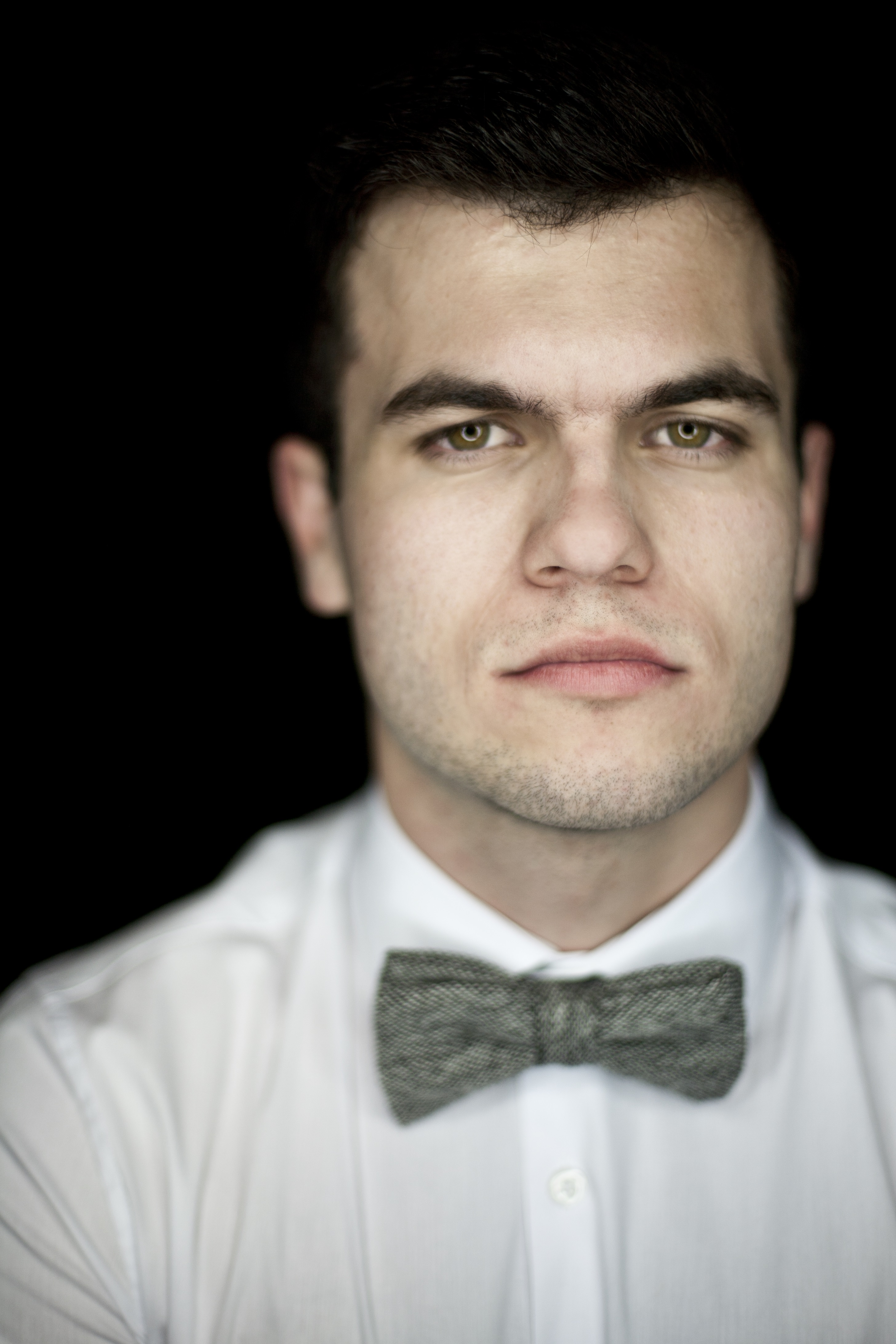
Łukasz Ojdana (2012)

Łukasz Ojdana (* 29. Dezember 1990 in Warschau) ist ein polnischer Jazzmusiker (Piano, Komposition).

## Wirken
Ojdana ist Absolvent des Instituts für Jazz und Bühnenmusik der Musikakademie Karol Szymanowski in Katowice in der Klavierklasse. Maciej Fortuna holte ihn 2012 für Aufnahmen. 2013 ersetzte er den Pianisten Przemysław Raminiak im seit 2001 bestehenden Trio RGG, dem außer ihm Maciej Garbowski (Bass) und Krzysztof Gradziuk (Schlagzeug) angehören und das als Repräsentant des zeitgenössischen akustischen Jazz in Polen gilt. Das RGG-Trio arbeitete mit Musikern wie Evan Parker, Verneri Pohjola, Samuel Blaser und Trevor Watts. Ab 2016 war er zudem Mitglied des Tomasz Stańko Quartetts. 2020 legte er mit Kurpian Songs & Meditations ein Soloalbum vor. Auch gehörte er zum Quartett von Anna Gadt.

## Preise und Auszeichnungen
Ojdana ist Stipendiat des Ministers für Wissenschaft und Hochschulbildung, außerdem Gewinner des Preises des Ministers für Kultur und nationales Erbe für herausragende künstlerische Leistungen. Ojdana war zudem an Jacek Namysłowskis Album Moderate Haste beteiligt, das als „Jazz-Album des Jahres“ für die Auszeichnung der polnischen Phono-Industrie Fryderyk 2015 nominiert wurde.

## Diskographische Hinweise
- RGG: Aura (Okeh Records, 2015)[3]
- Evan Parker & RGG: Live@Alchemia (Fundacja Słuchaj, 2017)
- RGG & Trevor Watts: Rafa (Fundacja Słuchaj!, 2018)
- RGG, Verneri Pohjola, Samuel Blaser: City of Gardens (Fundacja Słuchaj!, 2018)
- RGG: Memento (Warner Music Poland, 2019)
- Kurpian Songs & Meditations(Audio Cave, 2020)
- RGG feat. Marta Grzywacz / Artur Majewski / Dominik Strycharski: October Suite (Fundacja Słuchaj, 2022)